# Гауссовская частотная модуляция с минимальным сдвигом
Гауссовская частотная модуляция с минимальным сдвигом (англ. Gaussian Minimum Shift Keying (GMSK)) — вид частотной модуляции (манипуляции) с индексом модуляции равным 0.5, при которой последовательность из прямоугольных информационных импульсов проходит через гауссовский фильтр нижних частот.

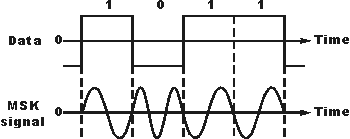
Последовательность двоичных символов и радиосигнал с MSK

Преимущество данного вида модуляции в том, что сигналы с GMSK имеют низкий уровень внеполосных излучений, то есть меньше мешают другим пользователям эфира, чем сигналы с MSK. Как и сигналы с MSK, сигналы с GMSK имеют непрерывную фазу.
Модулирующий сигнал получается путём преобразования информационного потока из вида 0/1 в вид −1/+1. Затем последовательность из символов 1 и −1 фильтруется гауссовым фильтром таким образом, что прямоугольные импульсы преобразуется в импульсы гауссовского вида. Далее полученный сигнал подается на ЧМ модулятор с индексом модуляции равным 0,5, и таким образом образуется полный сигнал GMSK. Это очень простой метод, но выполнить требование точности индекса модуляции на практике сложно. Обычно используют квадратурный модулятор, в котором «тяжесть» переносится на фазовращатель для фильтрованного сигнала, что для цифровых схем сложности не представляет. Чем больше наложение откликов фильтра на прямоугольные импульсы, тем более существенны межсимвольные искажения между соседними битами. В случае, когда производится суперпозиция N GMSK сигналов с различными амплитудами модуляцию называют N-GMSK.
Используется для передачи данных в стандартах GSM, DECT, CDPD, AIS, и Mobitex.